# جولی وولرتسن
جولی وولرتسن (انگلیسی: Julie Vollertsen؛ زادهٔ march ۱, ۱۹۵۹ (۶۶ سال)) بازیکن والیبال اهل ایالات متحده آمریکا است.